# 博德里耶尔
博德里耶尔（法語：Baudrières，法語發音：[bodʁijɛʁ]）是法国索恩-卢瓦尔省的一个市镇，属于卢昂区。

## 地理
博德里耶尔（46°40'26"N, 5°0'46"E）面积27 平方千米，位于法国勃艮第-弗朗什-孔泰大區索恩-卢瓦尔省，该省份为法国中部省份，北起顺时针与科多尔省、汝拉省、安省、罗讷省、卢瓦尔省、阿列省和涅夫勒省接壤。
与博德里耶尔接壤的市镇（或旧市镇、城区）包括：布雷斯地区圣樊尚、布雷斯地区圣艾蒂安、拉弗雷特、锡芒德尔、奥尔姆、圣日耳曼迪普兰。

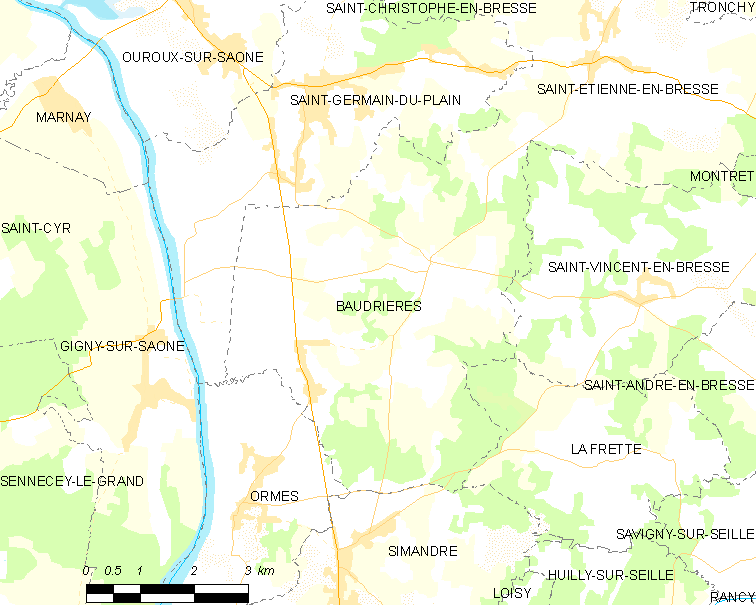
博德里耶尔的OSM定位图

博德里耶尔的时区为UTC+01:00、UTC+02:00（夏令时）。

## 行政
博德里耶尔的邮政编码为71370，INSEE市镇编码为71023。

## 政治
博德里耶尔所属的省级选区为索恩河畔乌鲁县。

## 人口

1962-2008年间博德里耶尔人口变化图示

博德里耶尔于2022年1月1日时的人口数量为1007人。